# Omoda 9 Super Hybrid
Omoda 9 Super Hybrid – hybryda plug-in segmentu D, produkowany od 2025 roku przez Chery Automobile.

## Historia i opis modelu
Samochód został zaprezentowany w Polsce podczas Poznań Motor Show. Pierwsze jazdy jednak były wykonywane w podwarszawskim torze Modlin.
Zarówno z przodu, jak i z tyłu, zastosowano wąskie, podłużne oświetlenie z wysoko osadzonymi kloszami, które przypominają literę X, ponadto z tyłu zamontowano smukły panel LED. Przedni panel został zaprojektowany jako grill bez krawędzi złożony z diamentów. Wnętrze pojazdu zostało utrzymane w ciemnej tematyce, którą przełamuje panoramiczny dach o powierzchni 1,3m. Siedzenia są wykonane ze skóry ekologicznej oraz oferują funkcję podgrzewania i masażu. Zamontowano także dwa zakrzywione ekrany o wymiarach 12,3 cali każdy.